# Knut John

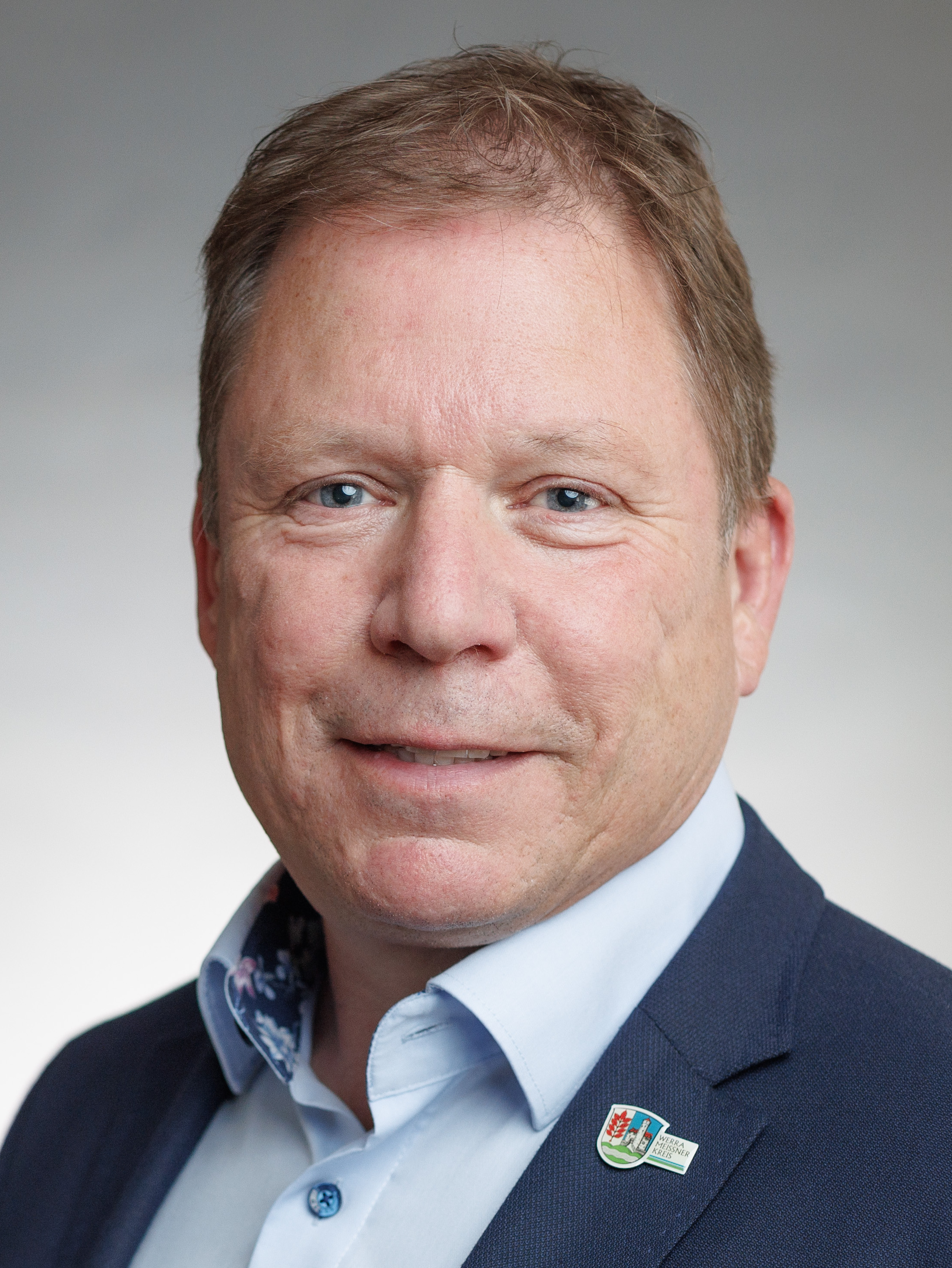
Knut John, 2022

Knut John (* 30. November 1962) ist ein deutscher Politiker (SPD). Er war 2019 bis 2024 Abgeordneter im Hessischen Landtag.

## Leben
John absolvierte nach dem Schulbesuch in Eschwege und dem Abitur 1982 eine Ausbildung zum Fleischer und erwarb einen Meisterbrief. Zudem studierte er Hauswirtschaftslehre an der Fachhochschule Fulda mit Diplom 1990. Anschließend war er in Führungspositionen verschiedener Unternehmen im Bereich des Lebensmitteleinzelhandels tätig. John hat für seine Partei ein Mandat in der Stadtverordnetenversammlung von Eschwege inne. Bei der Landtagswahl in Hessen 2018 erhielt er im Wahlkreis Eschwege-Witzenhausen ein Direktmandat im Hessischen Landtag.
Bei der Landtagswahl in Hessen 2023 verlor John im Wahlkreis Eschwege-Witzenhausen am 8. Oktober 2023 sein Direktmandat im Hessischen Landtag an den CDU-Politiker Stefan Schneider. Er schied somit im Januar 2024 aus dem Landtag aus.